# دایرةالمعارف فقه مقارن
دائرةالمعارف فقه مقارن کتابی به‌کوشش مکارم شیرازی است که در سال ۱۳۸۵ منتشر و در مراسم کتاب سال جمهوری اسلامی ایران به‌عنوان کتاب برگزیده معرفی شد.